# Upeneus quadrilineatus
Upeneus quadrilineatus är en fiskart som beskrevs av Cheng och Wang, 1963. Upeneus quadrilineatus ingår i släktet Upeneus och familjen mullefiskar. Inga underarter finns listade i Catalogue of Life.